# Marja Ilmatar Väisälä
| 1718 Namibia  | 14 settembre 1942 |
| 2437 Amnestia | 14 settembre 1942 |

Marja Ilmatar Väisälä (Helsinki, 9 maggio 1916 – Turku, 21 dicembre 2011) è stata un'astronoma e insegnante finlandese di matematica e scienze naturali, che nel 1950 fondò una scuola privata a Swakopmund, nell'attuale Namibia, dove insegnò la matematica e le scienze naturali ai figli di missionari finlandesi. Scoprì anche due asteroidi, 1718 Namibia e 2437 Amnestia, presso l'Osservatorio Iso-Heikkilä di Turku nel 1942.

## Biografia
Marja Väisälä era la figlia dell'astronomo Yrjö Väisälä, un rinomato scopritore di pianeti minori. Dopo essersi laureata all'università, iniziò a lavorare come assistente di suo padre. Sentì parlare da una amica, Lahja Väänänen, del lavoro missionario nell'Ovamboland svolto dai suoi genitori, Nestor Wäänänen e Martta Wäänänen, che avevano lavorato a Ovamboland, tra il 1907 e il 1928. La stessa Lahja era nata a Ongandjera, Ovamboland, nel 1915. Marja rimase affascinata dal lavoro missionario.

### In Sud Africa
Väisälä arrivò in Africa nel 1949. Trascorse lì il suo primo anno in Sudafrica, studiando le lingue più importanti dell'Africa meridionale, inglese e afrikaans, e la cultura locale. All'epoca l'Africa sudoccidentale era a tutti gli effetti la quinta provincia del Sudafrica.
Prima che Väisälä arrivasse nell'Africa sudoccidentale, i missionari finlandesi avevano sentito parlare di un "maestro di scienze in astronomia" e temevano che una persona così istruita potesse non essere adatta per insegnare ai bambini piccoli. Tuttavia, Väisälä si rivelò eccellente sia dal punto di vista pedagogico che organizzativo.
A quel tempo i missionari finlandesi stavano discutendo su dove fondare la futura scuola finlandese. Alcuni missionari preferivano Ovamboland, pendando che alcuni bambini avrebbero così potuto vivere a casa mentre frequentavano la scuola. Ma i bambini le cui case erano a Kavango non avrebbero avuto gli stessi benefici, poiché il loro viaggio verso casa durante le vacanze sarebbe stato molto più lungo rispetto agli altri bambini.

### Lavoro a Swakopmund
Väisälä favorì la scelta di Swakopmund per due motivi. Innanzitutto, lì il tempo era migliore per i bambini che nell'Ovamboland, e lì sarebbero stati anche al sicuro dalle malattie riscontrate nell'Ovamboland, ad esempio la malaria. I bambini inoltre avrebbero potuto praticare attività sportive, dato che il clima era più fresco.
Väisälä considerava anche l'atmosfera culturale di Swakopmund migliore di quella di Ovamboland. La questione fu finalmente risolta dal consiglio della Società Missionaria Finlandese, che, come Väisänen, favorì Swakopmund come sede della nuova scuola.
Väisälä aprì la scuola in un locale in affitto nel 1950, ma presto si scoprì che i locali non erano abbastanza grandi. Anche i proprietari la informarono che avrebbero venduto i locali nel prossimo futuro. Nel 1952 Väisälä venne a sapere che la città progettava di avere un nuovo quartiere a nord del centro città. L'ultimo giorno di maggio di quell'anno, firmò un atto di acquisto per due lotti adiacenti nel futuro quartiere di Vineta. I finlandesi costruirono quindi una casa, che avrebbe funzionato sia come scuola che come dormitorio. Nel 1953 si tenne una festa di inaugurazione della casa in occasione della funzione religiosa per il primo avvento. Nel 1858 sullo stesso lotto fu costruito un edificio annesso, contenente un garage e un locale. 
Väisälä decise di attenersi al curriculum delle scuole finlandesi. Tuttavia, l'anno scolastico era quello del Sudafrica, cioè era lo stesso di un anno solare. Ciò avrebbe comportato difficoltà per le famiglie che stavano tornando in Finlandia, ma molti bambini venivano mandati a scuola a Swakopmund all'età di 6 anni, ed erano in anticipo di circa sei mesi rispetto ai bambini finlandesi.
Väisälä insegnava ai suoi studenti tre lingue, inglese, tedesco e svedese. La storia veniva insegnata secondo i libri di testo finlandesi, ma in geografia e biologia si concentrava sulle circostanze locali, sulle piante e sugli animali. Si insegnavano anche il canto e la musica, ma l'educazione fisica, le arti e i mestieri e l'arte non ricevevano la stessa attenzione di altre materie. 
Nel 1963, il capo della missione finlandese nell'Africa sud-occidentale chiese a Väisälä se fosse possibile trasferirla alla Oshigambo High School di Ovamboland, poiché il fondatore di quella scuola, Toivo Tirronen, stava per partire per la Finlandia per un congedo. Väisälä scrisse in seguito che già durante l'anno precedente aveva pensato che le sue varie difficoltà e le malattie dei bambini stavano diventando troppo per lei, e aveva riflettuto se non fosse già troppo grande per insegnare ai bambini piccoli. Così decise di dire sì al capo della missione.

### Lavoro a Ovamboland
Tra il 1963 e il 1972, Väisälä lavorò presso la Oshigambo High School di Ovamboland come insegnante di matematica e scienze naturali. Ha descritto i primi anni di questa scuola nel suo libro Ambolukion lehtorina ("Insegnamento nel liceo di Ovambo"; 1967). Tornò in Finlandia nel 1972 per prendersi cura dell'anziana madre.
Morì a Turku nel dicembre 2011 all'età di 95 anni.

## Scoperta di asteroidi
Il Minor Planet Center attribuisce a Väisälä la scoperta degli asteroidi 1718 Namibia e 2437 Amnestia, entrambi scoperti all'Osservatorio di Turku il 14 settembre 1942. La citazione ufficiale per la denominazione di 1718 Namibia è stata pubblicata il 1º aprile 1980 (M.P.C. 5281), e quella per 2437 Amnestia il 26 maggio 1983 (M.P.C. 7946).

## Opere
- Marjy Väisälä, Ambolukion lehtorina, La Società Missionaria Finlandese, Helsinki 1967, p.183